# La mangulina
La mangulina es un género musical y de baile tradicional de la República Dominicana, originario de la región sureste del país. Esta manifestación cultural pertenece a las expresiones folklóricas que combinan ritmos afrodominicanos y de otras influencias caribeñas. Aunque menos conocida que otras formas musicales dominicanas, como el merengue o la bachata, la mangulina es una pieza clave en el patrimonio musical de la isla.

## Origen e historia
La mangulina tiene sus raíces en las comunidades afrodescendientes que habitan la región del Caribe, particularmente en la República Dominicana. Su origen se remonta a la época colonial, cuando los esclavos africanos trajeron consigo sus tradiciones musicales, las cuales se fusionaron con las melodías y ritmos indígenas y españoles. La mangulina, como otras manifestaciones folklóricas, se desarrolló en un contexto rural y de resistencia cultural.
A lo largo de los siglos XIX y XX, la mangulina se mantuvo principalmente como una música de transmisión oral, siendo parte de las festividades y celebraciones locales. Aunque no se documenta ampliamente en los medios masivos, ha perdurado en algunas comunidades rurales y se sigue interpretando en diversas festividades populares.

## Características musicales
La mangulina tiene una estructura rítmica compleja que se distingue por su ritmo de compás binario y el uso de instrumentos tradicionales como la güira, el acordeón, la pandereta y el bombo. Las melodías son generalmente rápidas y animadas, con una energía festiva que invita al baile. Se caracteriza también por sus letras, que abordan temas de la vida cotidiana, las costumbres locales, el amor y las leyendas populares.

## Baile
El baile de la mangulina es una de las formas de expresión más importantes dentro de este género musical. El estilo de danza es alegre y espontáneo, con movimientos de cadera y pies rápidos que siguen el compás marcado por la música. En las fiestas tradicionales, las parejas se forman para bailar al ritmo de la mangulina, creando una atmósfera de comunidad y celebración.
A menudo, los bailarines de mangulina usan vestimenta tradicional, como faldas largas y camisas de colores brillantes, lo que añade un elemento visual distintivo al baile. Esta danza también es conocida por su interacción entre los músicos y los bailarines, quienes responden a los cambios en el ritmo de manera improvisada, lo que hace cada interpretación única.

## La Mangulina en la cultura dominicana
Aunque la mangulina no tiene el mismo nivel de reconocimiento que el merengue o la bachata, sigue siendo una pieza importante en el folklore musical del país. Se interpreta en festividades rurales y en algunos festivales de música tradicional, especialmente en las provincias de San Pedro de Macorís y La Romana, donde las comunidades afrodescendientes han mantenido vivas estas tradiciones. Además, la mangulina ha influido en la creación de otros géneros musicales locales, como la merengue de caña y la bachata.
En la actualidad, algunos artistas y músicos dominicanos han retomado la mangulina para incluirla en sus repertorios, buscando preservar y difundir esta expresión cultural.